# Església de Sant Francesc (Llorca)
L'església de Sant Francesc de Llorca (Regió de Múrcia, Espanya) és un temple catòlic d'estil barroc l'origen del qual es remunten al segle xvi. L'església es troba en l'encreuament dels carrers Nogalte i costa de Sant Francesc, en el nucli històric de la ciutat.
En el seu interior alberga una de les mostres més importants de retaules barroques de la Regió de Múrcia. El Retaule Major (1694) és obra de Ginés López, els retaules del creuer (1730 i 1735) són obra tots dos de Jerónimo Caballero, el del creuer dret dedicat a la vida i miracles de Sant Antoni, el del creuer esquerre a la Vera Creu i Sang de Crist, i el retaule de la Verge dels Dolors (1691) és obra de Manuel Car.
L'església actual va ser erigida com a part integrant del convent de Sant Francesc en la segona meitat del segle xvi. No obstant això, les reformes posteriors als segles segle xvii i xviii amb prou feines han deixat rastre del seu aspecte original.
En l'actualitat, Sant Francesc és seu de la Germanor de Pagesos (Pas Blau), una de les principals Confraries de la Setmana Santa de Llorca declarada Festa d'Interès Turístic Internacional d'Espanya.

## Història
L'església de Sant Francesc es va construir al costat del convent de Sant Francesc a partir de 1561. Aquesta primitiva església constava, igual que l'actual, d'una sola nau amb capelles adossades entre els contraforts, i estava coberta per un enteixinat de fusta. El primer cos de la portada serà llaurat per Lorenzo de Goenaga, que també es trobava llaurant la portada del costat de l'Epístola de la Col·legiata de Sant Patrici.
Ja al segle xvii, entorn de 1638 començaran les obres d'ampliació de la nau principal elevant la seva alçada. Es construirà també la torre-campanar i es llaurarà el segon cos de la portada. Per a finals de segle, en 1694 s'encarregarà a Ginés López el bell retaule barroc de la Capella Major.
Al llarg del segle segle xviii l'església serà adornada amb diferents obres escultòriques de gust rococó.

## Arquitectura

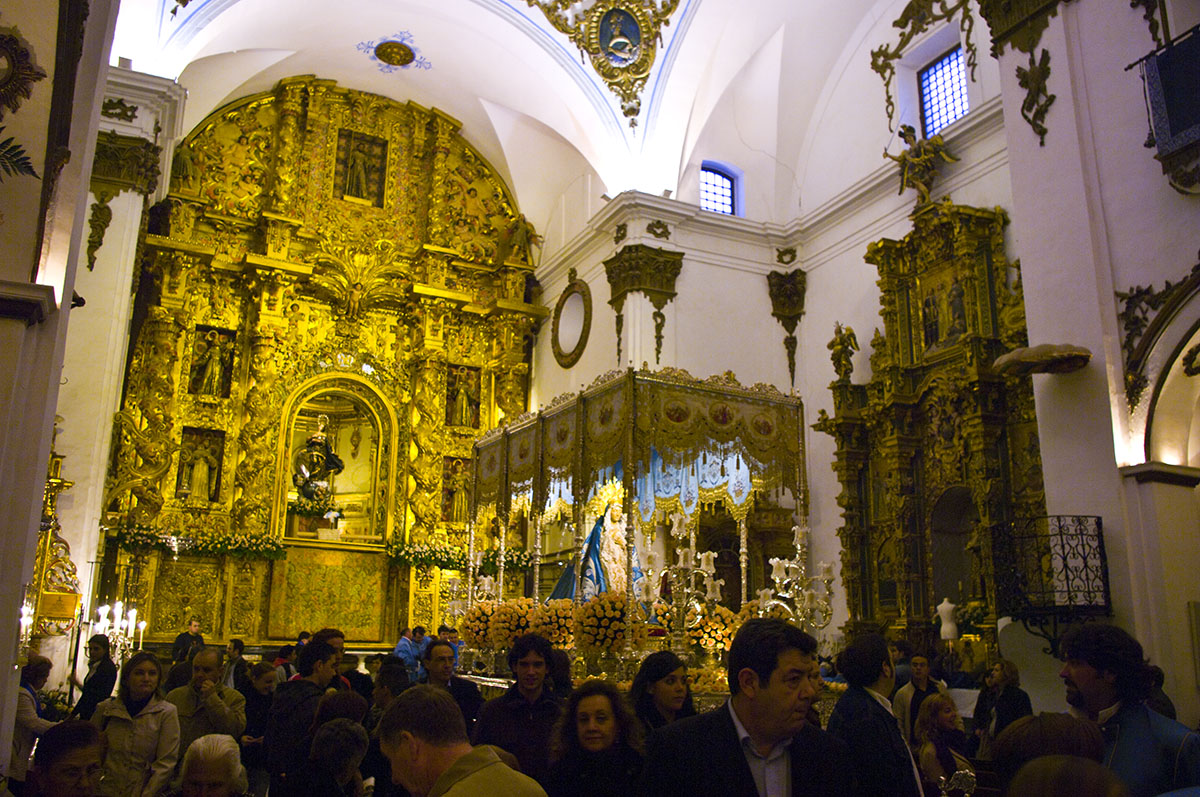
Interior de Sant Francesc en Divendres Sant.

Es tracta d'una església de nau única, coberta mitjançant volta de canó, amb capelles fornícules entre els contraforts. La petita capella principal, de la segona meitat del segle xviii, és d'estil rococó, amb miralls. L'escala d'accés a la petita capella és de tipus imperial de tres trams i petites dimensions.
La portada va ser dissenyada a manera d'arc de triomf amb allargades fornícules en els intercolumnis. En el segon cos apareix una fornícula en la qual apareix una escultura de la Verge amb el Nen, flanquejada per ampits amb escuts sense llaurar. En el cos inferior s'aprecia la influència dels treballs efectuats en la Col·legiata de Sant Patrici. Rematant la portada de l'església s'aprecia l'escut de Llorca.
La torre és senzilla i es compon de quatre cossos. El rellotge de la torre encara conserva la seva maquinària original. En el costat nord del cos de campanes se situa una campana fosa a Vitòria i en el costat est una altra fosa a Llorca, en 1953.

## Setmana Santa
Durant la Setmana Santa a Llorca el temple de Sant Francesc es converteix en un punt cabdal d'aquesta. Com a seu de la Germanor de Pagesos, una de les principals confraries de la ciutat, en el seu interior custòdia bona part del ric patrimoni artístic del Pas Blau i de la seva portada barroca part la processó blava. Entre totes les imatges destaca la de la Verge dels Dolors, titular de la Confraria.